# ولدپورت (اورگن)
ولدپورت (به انگلیسی: Waldport) شهری در شهرستان لینکلن ایالت اورگن است و در سرشماری سال ۲۰۱۱ میلادی، ۲٬۰۳۳ نفر جمعیت داشته که نسبت به سال ۲۰۱۰، ۰٫۳۴ درصد رشد جمعیت داشته‌است.

## موقعیت جغرافیایی
موقعیت جغرافیایی شهرها و مناطق اطراف به شرح زیر است: